# Марко Пантані
Марко Пантані (італ. Marco Pantani, 13 січня 1970, Чезена, Італія — 14 лютого 2004, Ріміні, Італія) — італійський шосейний велогонщик, один з найкращих гірських гонщиків свого часу і лише сьомий в історії велогонщик, що виграв Джиро д'Італія і Тур де Франс за один рік.

## Біографія
За час професійної кар'єри з 1992 по 2003 він отримав в загальній складності 46 перемог. Серед заслуг — бронза чемпіонату світу з шосейним велогонок 1995 року.
Пік його кар'єри припав на 1998 рік, коли він виграв Джиро д'Італія і Тур де Франс. За атакуючий стиль їзди і носіння бандани вболівальники прозвали його Піратом (італ. Il Pirata). Проте його кар'єра була оточена чутками, після того, як він в 1999 році відмовився від допінг-тесту на Джиро д'Італія.
У 2004, у віці 34 років, він помер від передозування кокаїну в готелі «Le Rose» місті Ріміні.